# Leontia Porphyrogenita
Leontia (457-na 479) was de jongste dochter van de Byzantijnse keizer Leo I en ze was de zus van Ariadne. Zij had de bijnaam Porphyrogenita (in paars of purper geboren), omdat zij in tegenstelling met haar zus, geboren werd tijdens het keizerschap van haar vader. Purper was als kleur voorbehouden aan de keizer.
Leo I gebruikte zijn dochters als pasmunt, om zijn positie als keizer veilig te stellen. Ariadne huwde hij uit aan Zeno, een invloedrijke generaal van de Isauriërs, een belangrijke bondgenoot. Leontia huwde hij uit aan Patricius, de zoon van zijn broodheer magister militum Aspar. Het huwelijk van Leontia met Patricius zorgde voor oproer, omdat dat hij een ariaan was. Patricius bekeerde zich tot  de Chalcedonische geloofsbelijdenis, maar dat kon de gemoederen niet bedaren. In 471 werden Aspar en zijn familie vermoord.
Na de dood van Patricius werd Leontia uitgehuwd aan Marcianus, de zoon van de West-Romeinse keizer Anthemius, met de bedoeling Oost en West terug te herenigen. De toekomst zag er anders uit. De vader van Marcianus werd vermoord en in het Oost-Romeinse Rijk, verkoos men haar zus Ariadne boven haar. De bijnaam Porphyrogenita bracht haar niet veel op. Zij zal nog strijden met haar moeder Verina voor de keizerstroon, tevergeefs.